# Reece Hill
Reece Hill är en kulle i Antarktis. Den ligger i Östantarktis. Nya Zeeland gör anspråk på området. Toppen på Reece Hill är 750 meter över havet.
Terrängen runt Reece Hill är huvudsakligen platt, men västerut är den kuperad. Havet är nära Reece Hill norrut. Trakten är obefolkad. Det finns inga samhällen i närheten. 